# Corydoras saramaccensis
Corydoras saramaccensis är en fiskart som beskrevs av Nijssen, 1970. Corydoras saramaccensis ingår i släktet Corydoras och familjen Callichthyidae. Inga underarter finns listade i Catalogue of Life.